# Cal Josep Doménec
Cal Josep Doménec és una obra d'Ulldemolins (Priorat) inclosa a l'Inventari del Patrimoni Arquitectònic de Catalunya.

## Descripció
Casa de planta baixa, un pis amb un balcó i golfes, a les que s'obren dues finestres. És de paredat arrebossat. El punt més interessant el constitueix la porta, adovellada i amb una ornamentació a la pedra clau, formada per una mena de cara i la data 1862.

## Història
Es tracta d'una construcció típicament popular, bastida els anys anteriors a la fil·loxera, que va ser un moment d'esplendor.